# Santos Joaquín y Ana en Tuscolano (título cardenalicio)
Santos Joaquín y Ana en Tuscolano es un título cardenalicio de la Iglesia Católica. Fue instituido por el papa Juan Pablo II en 1988.

## Titulares
- Hans Hermann Groër, O.S.B. (28 de junio de 1988 - 24 de marzo de 2003)
- Keith Michael Patrick O'Brien ( 21 de octubre de 2003 - 18 de marzo de 2018)
- Toribio Ticona Porco (28 de junio de 2018 - actual)